# Логотерапия
Гръцката дума „логос“ означава смисъл, а логотерапията може да се определи като центрирана върху смисъла психотерапия. Тя е създадена от Виктор Франкъл. Мотивационната теория, залегнала в основата на подхода на Франкъл, се насочва към така наречената от него „воля за смисъл“ за разлика от „волята за мощ“ и „волята за удоволствие“ (принципа на удоволствие). Днес все повече пациенти се оплакват от чувство на безсмисленост и според Франкъл много от болестите и тревогите на нашето време могат да се обяснят с тази фрустрация на „търсенето на смисъл“. Резултатът от това състояние на нещата е невротичната триада: депресия, агресия и пристрастяване. Логотерапевтите разполагат с емпирични данни за това, че невротичната триада се корени в чувството за безсмисленост.
Логотерапевтите не могат да поднасят или да „предписват“ смисъл. Целта на логотерапията е посредством феноменологичен анализ да се опише процесът на възприемането на смисъл, за да се установи как нормалните хора намират смисъл и как вследствие на това достигат до чувството за себеосъществяване. „Логотерапията“ на Франкъл е резултат именно от такъв анализ: според нея смисъл може да се открие в извършването на някакво дело, в създаването на произведение или в преживяването на нещо (изкуство, природа, култура).
Логотерапията предлага и специална техника за лечението на натрапливи и фобийни неврози. Тази техника се нарича „парадоксално намерение“ и може да се определи като приканването на пациента да се опита да извърши или да си пожелае да се случи точно онова, от което се страхува. Ефектът се крие в обезвреждането на страха на очакването, който поддържа много от механизмите за обратна връзка, причиняващи и утвърждаващи невротичното състояние. Друга логотерапевтична техника, наречена дерефлексия, е предназначена за лечението на сексуални неврози като фригидност и импотентност.